# Ochthebius ciffidilis
Ochthebius ciffidilis är en skalbaggsart som beskrevs av Ferro 1984. Ochthebius ciffidilis ingår i släktet Ochthebius och familjen vattenbrynsbaggar. Inga underarter finns listade i Catalogue of Life.